# کسوزه سرنو
کسوزه سرنو (به انگلیسی: José Serrano) نمایندهٔ حوزه انتخابیه پانزدهم نیویورک از حزب دموکرات ایالات متحده آمریکا در مجلس نمایندگان ایالات متحده آمریکا است که برای نخستین‌بار در ۲۰ مارس ۱۹۹۰ میلادی به‌عضویت این مجلس درآمد.